# Veiga de Lila
Veiga de Lila ist eine Gemeinde (Freguesia) im portugiesischen Kreis Valpaços. In ihr leben 233 Einwohner (Stand 19. April 2021).

## Geschichte
Die bereits bestehende eigene Gemeinde Veiga de Lila wurde dem Kreis von Carrazedo de Montenegro angeschlossen, als er im 16. Jahrhundert neu geschaffen wurde. Im Zuge der verschiedenen Verwaltungsreformen nach der Liberalen Revolution 1822 wurde der Kreis schließlich 1853 ganz aufgelöst, und Veiga de Lila gehört seither zum Kreis Valpaços.